# Frank Erwin Center
Het Frank C. Erwin Jr. Center (algemeen bekend als Frank Erwin Center of UT Erwin Center en oorspronkelijk Special Events Center ) is een multifunctionele arena op de campus van de Universiteit van Texas in Austin in Austin, Texas. Het gebouw wordt ook wel "The Drum" of "The Superdrum" genoemd vanwege het ronde, drumachtige uiterlijk van buitenaf.
De multifunctionele arena organiseert entertainmentevenementen en is de thuisbasis voor de basketbalprogramma's voor mannen en vrouwen van de UT.

## Evenementen
Het Erwin Center, dat grenst aan het centrum van Austin, wordt algemeen aanvaard als de belangrijkste locatie van Austin voor grote openbare en privé-evenementen. Het centrum organiseert veel evenementen zoals concerten, professionele worstelevenementen, stierenrijden en privébanketten.
Muziekartiesten zoals KISS, U2, Bon Jovi, Pearl Jam, Paul McCartney, Def Leppard, Garth Brooks, Van Halen, Rush, Prince, Rod Stewart, Madonna, Radiohead, Lady Gaga, Miley Cyrus en vele anderen hebben in de arena opgetreden.